# 朱南铣
朱南铣（1916年11月16日—1970年10月11日:294、298），出生于江苏无锡，是中国红学家:106、目录学家:127。
朱南铣的家族被称为惠山朱氏。朱南铣父亲（伯和公）是当地商人。母亲龚氏是他继室。朱南铣生于惠山直街的朱氏祖宅。他在省立无锡中学、无锡私立辅仁中学完成中学教育:294。1936年，朱南铣进入清华大学哲学系，学习期间主要研究数理逻辑，对中西哲学史也很有造诣。同时钻研藏文，研究游戏史。1943年从清华研究院，获哲学硕士学位。先后在《上海侨声报》和美联社翻译电讯。业余时间研究《红楼梦》。1949年10月，去上海三联书店担任编辑:106。1950年7月，调至北京。1951年8月，随书店并入人民出版社，担任中史组编辑、编辑组长:297。
他与周绍良以“一粟”笔名出版的《古典文学研究资料汇编·红楼梦卷》（两册）及《红楼梦书录》（一册），以及《红楼梦资料汇编》:127。《古典文学研究资料汇编·红楼梦卷》和《红楼梦书录》是关于曹雪芹和《红楼梦》资料最全的著作之一:106。他还点校了清代史料笔记《永宪录》:127。此外，他对于象棋、打马、围棋、博塞、双陆等游戏项目也很有研究:106。
文革时，朱南铣被下放至位于湖北咸宁的中央文化部五七干校。1970年10月11日，朱南铣在挑水换肩时，因力乏掉入大窑塘:298（或说酒后落水:106）淹死，終年54歲。去世後，別人將他對象棋的研究編成《中國象棋史叢考》:106（中华书局出版:127）。骨灰安置于北京八宝山公墓三年。1973年秋，由兄弟朱南铨安葬于无锡惠山之麓:298。